# Philippe Caroit

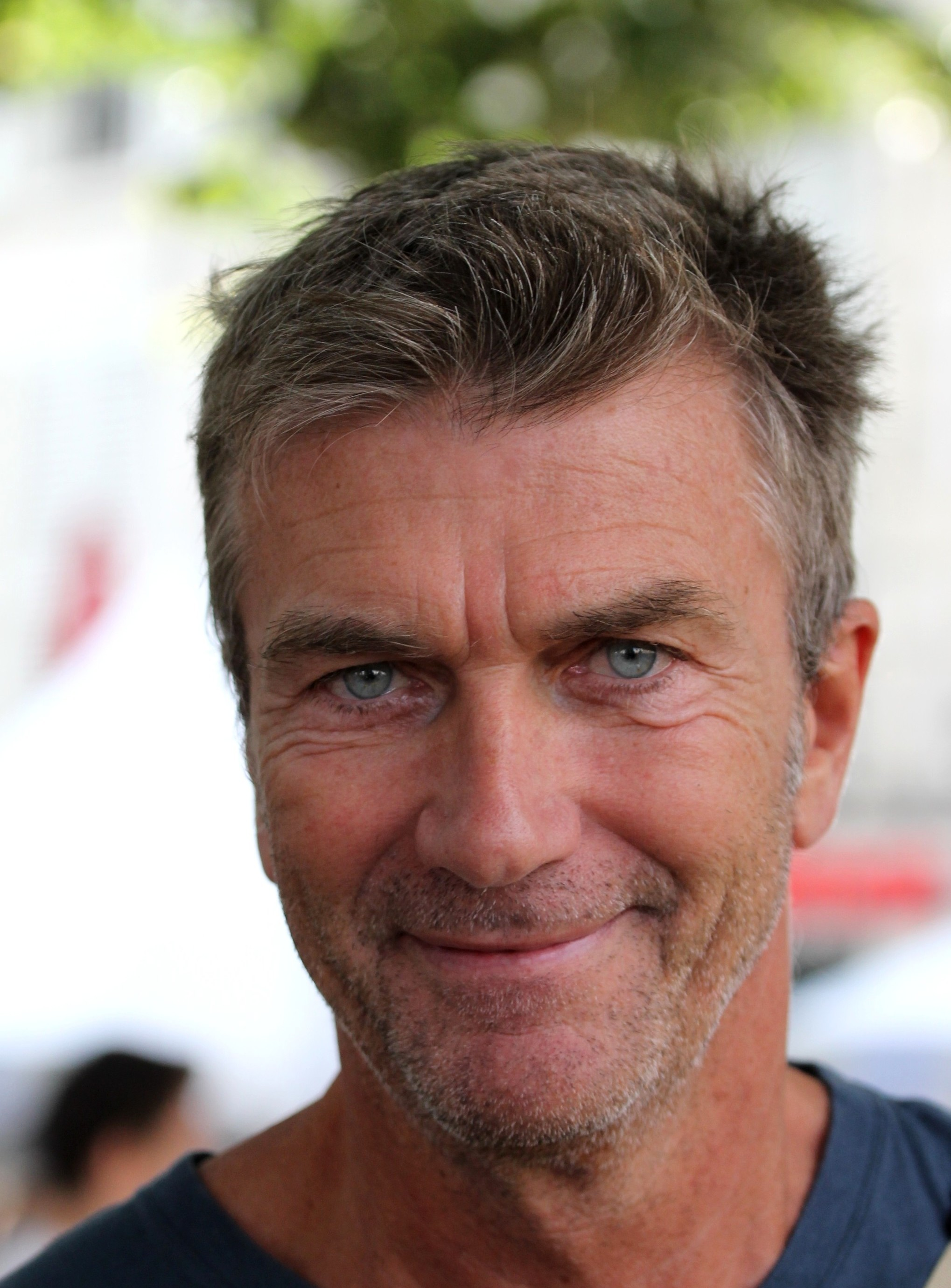
Philippe Caroit (2016)

Philippe Caroit (* 29. September 1959 in Paris) ist ein französischer Schauspieler.

## Leben

### Ausbildung und Anfänge
Philippe Caroit wurde als viertes von sieben Kindern einer Pariser Familie geboren. Sein Vater war Arzt und leitete die Rheumatologie-Abteilung eines Krankenhauses. Caroit, der in seiner Jugend viele Reisen unternahm und weit entfernte Länder kennenlernte, war ein begabter Schüler und legte bereits mit knapp sechzehn Jahren sein Baccalauréat (Sektion C, les mathématiques et les sciences physiques) ab. Wie sein Vater entschied er sich zunächst für ein Medizinstudium, nahm jedoch gleichzeitig Schauspielunterricht am Konservatorium in Montpellier (conservatoire de Montpellier).
Parallel zu seinem Medizinstudium erhielt er erste Filmrollen in künstlerisch anspruchsvollen Kino-Produktionen des französischen Autorenkinos. Unter der Regie von Éric Rohmer spielte er in dessen Film Die Frau des Fliegers oder Man kann nicht an nichts denken (1981) den Freund von François, dem Helden der Geschichte. Es folgte eine Rolle als junger Student in Enigma (1982). Im folgenden Jahr stand er in Liberty Belle unter der Regie von Pascal Kané vor der Kamera.
Im sechsten Jahr seiner Medizinerausbildung, die er u. a. am Hôpital Cochin im 14. Pariser Arrondissement absolvierte, entschied er sich, den Arztberuf aufzugeben und sich ganz der Schauspielerei zu widmen. Er schloss sich dem Théâtre du Soleil von Ariane Mnouchkine an, wo er seine künstlerische Ausbildung erhielt.

### Kino und Fernsehen
Sein TV-Debüt hatte er in dem Fernsehfilm Les Secrets de la princesse de Cadignan (1982) von Regisseur Jacques Deray nach einer literarischen Vorlage von Honoré de Balzac. In der französischen TV-Serie Série rose (1986), die erotische Geschichten nach literarischen Vorlagen präsentierte und im deutschen Sprachraum unter dem Titel „Erotisches zur Nacht. Pikante Geschichten aus Frankreich“ lief, verkörperte Caroit, seinen damaligen Rollen-Image entsprechend, einen attraktiven Wüstling und Gigolo. In den 80er Jahren war er im Kino u. a. in La Rumba (1987) von Roger Hanin zu sehen. Großen Erfolg hatte er in Frankreich als Spezialagent des französischen Geheimdienstes in der TV-Serie Coplan (1989), mit der Caroit auch in Deutschland bekannt wurde. In der TV-Miniserie Flammen der Liebe (1995), die Tolstois Roman Anna Karenina in Rom ansiedelte, verkörperte er Antonio, den Werber um die Gunst der Senatorengattin Anna (Carol Alt). Von 1995 bis 2001 spielte er, an der Seite von Jean Rochefort als Commissaire Antoine Venturi, die Rolle des Polizeiermittlers David Kaan in der französischen Krimiserie Les Bœuf-carottes. Von 2008 bis 2011 war Caroit in einer weiteren Polizeiserie zu sehen, R.I.S. Police scientifique, in der er ab der 3. bis zur 6. Staffel den Leiter einer fiktiven Polizeieinheit darstellte.
Mittlerweile wirkte Caroit in über 100 Film- und Fernsehproduktionen mit. In der Sat1-Komödie Die Staatsaffäre (2014) spielte er, an der Seite von Veronica Ferres als deutsche Bundeskanzlerin, den neu gewählten französischen Staatspräsidenten Guy Dupont. Seit 2017 gehört Caroit, an der Seite von Thomas Sarbacher und Carlo Ljubek, in der Rolle des Yves Kléber als Vertreter der Police nationale zum festen, grenzüberschreitenden deutsch-französischen Ermittlerteam in der deutschen Kriminalfilmreihe Über die Grenze.

### Theaterarbeiten
Caroit spielte parallel zu seinen Film- und Fernseharbeiten immer wieder auch Theater mit Rollen in klassischen (u. a. La locandiera) und modernen Stücken. Er trat dabei in Inszenierungen von Robert Hossein, Maurice Béjart, Jean-Claude Brialy, Anne Bourgeois, Stéphane Hillel und Jean-Luc Moreau auf. Caroit spielte hauptsächlich an Pariser Bühnen (Théâtre du Rond-Point, Théâtre de la Gaîté-Montparnasse, Théâtre de Paris, Théâtre Tête d’or), trat aber auch beim Festival von Anjou auf und ging mit einzelnen Produktionen auf Tournee.

### Privates
Caroit ist Vater einer Tochter, die aus seiner Beziehung mit der französischen Schauspielerin und Produzentin Caroline Tresca (* 1959) stammt, mit der bis 2008 liiert war. Seit Dezember 2022 ist er Vater eines Sohnes. Caroit, der fünf Sprachen spricht und auch in mehreren Sprachen dreht, lebt in Paris. In seiner Freizeit widmet er sich der figurativen Malerei.

## Filmografie (Auswahl)
- 1981: Die Frau des Fliegers oder Man kann nicht an nichts denken (La femme de l’aviateur)
- 1982: Les secrets de la princesse de Cadignan (TV-Film)
- 1982: Enigma
- 1983: Liberty Belle
- 1986: Série rose: Le libertin de qualité (TV-Serie, eine Folge)
- 1987: La rumba
- 1988: Mord-Skizzen (En toute innocence)
- 1989; 1991: Coplan (TV-Serie)
- 1990: Der Erfolg ihres Lebens (Mademoiselle Ardel) (TV-Film)
- 1991: Geliebte Milena (Milena)
- 1992: Stille Wasser (Les eaux dormantes)
- 1993: Les grandes marées (TV-Miniserie)
- 1995: Flammen der Liebe (TV-Miniserie)
- 1995–2001; 2005: Les Bœuf-carottes (TV-Serie)
- 2001: Amokfahrt zum Pazifik (TV-Film)
- 2004: Nero – Die dunkle Seite der Macht (Imperium: Nerone)
- 2005: Trois femmes flics (TV-Serie)
- 2008–2011: R.I.S. Police scientifique (TV-Serie)
- 2014: Die Staatsaffäre (TV-Film)
- 2015: Meurtres à...: Meurtres à la Rochelle (TV-Serie, eine Folge)
- seit 2017: Über die Grenze (TV-Reihe)
- 2018–2019: Crimes Parfaits (TV-Serie)